# 賈去疑
賈去疑，辽朝燕京人，唐朝卢龙军节度判官贾梦殷的孙子，营州刺史、检校司空贾道纪的儿子。
賈去疑在后唐为官，奉使来契丹，被耶律阿保机所留。当时契丹大兴土木，让他营建上都工程，任命为将作大匠。后来因功升为辽州始平军节度使，加检校太师，赐号奉国保定功臣。在辽州去世。次子賈喦继续担任始平军节度使，定居辽州，籍贯入辽滨县（今辽宁省新民市东北）。賈喦之子官至显州观察判官。